# Đền Sóc
Khu di tích lịch sử đền Sóc nằm dưới chân Núi Sóc là nơi gắn với truyền thuyết anh hùng Thánh Gióng bay về trời sau khi đánh thắng giặc Ân.

## Lịch sử hình thành
Tương truyền, đền Sóc bắt nguồn từ ngôi miếu thờ nhỏ mang tên Đổng Vương có từ xa xưa, một lần Lê Hoàn (Lê Đại Hành) cùng các tướng sĩ trên đường hành quân chống giặc Tống xâm lược, vua tôi nhà Tiền Lê vào làm lễ cầu thánh Gióng phù hộ. Trong trận chiến, quân Tống thua to, khi quay về vua Lê Đại Hành vào lễ tạ rồi sai người tìm gốc trầm hương làm tượng thần và xây dựng thành khu đền uy nghi. Đồng thời phong thêm hai chữ "Phù" và "Thiên", tên của ngài được thờ tại đền Sóc là "Phù Đổng Thiên Vương".

## Di tích

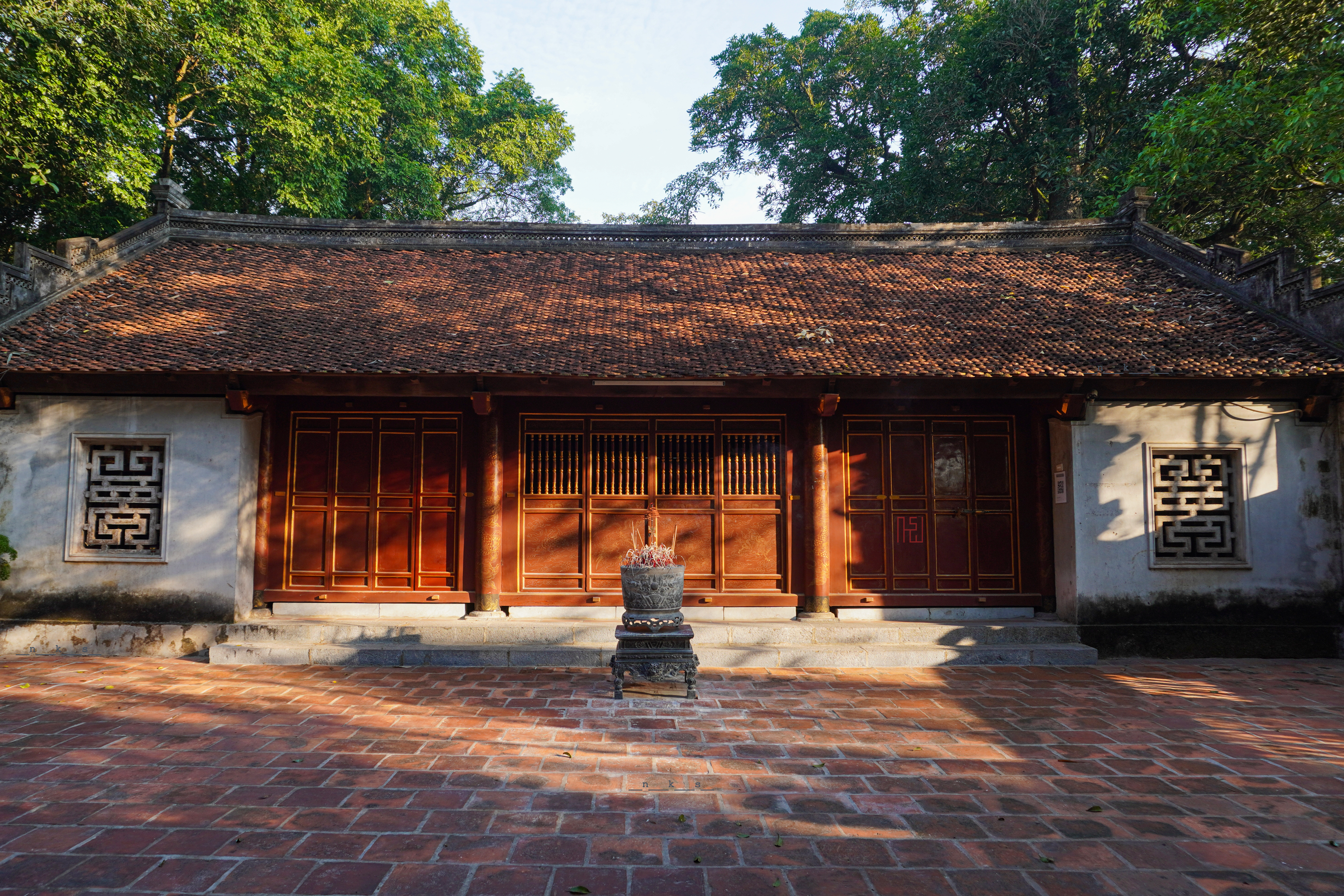
Đền Trình

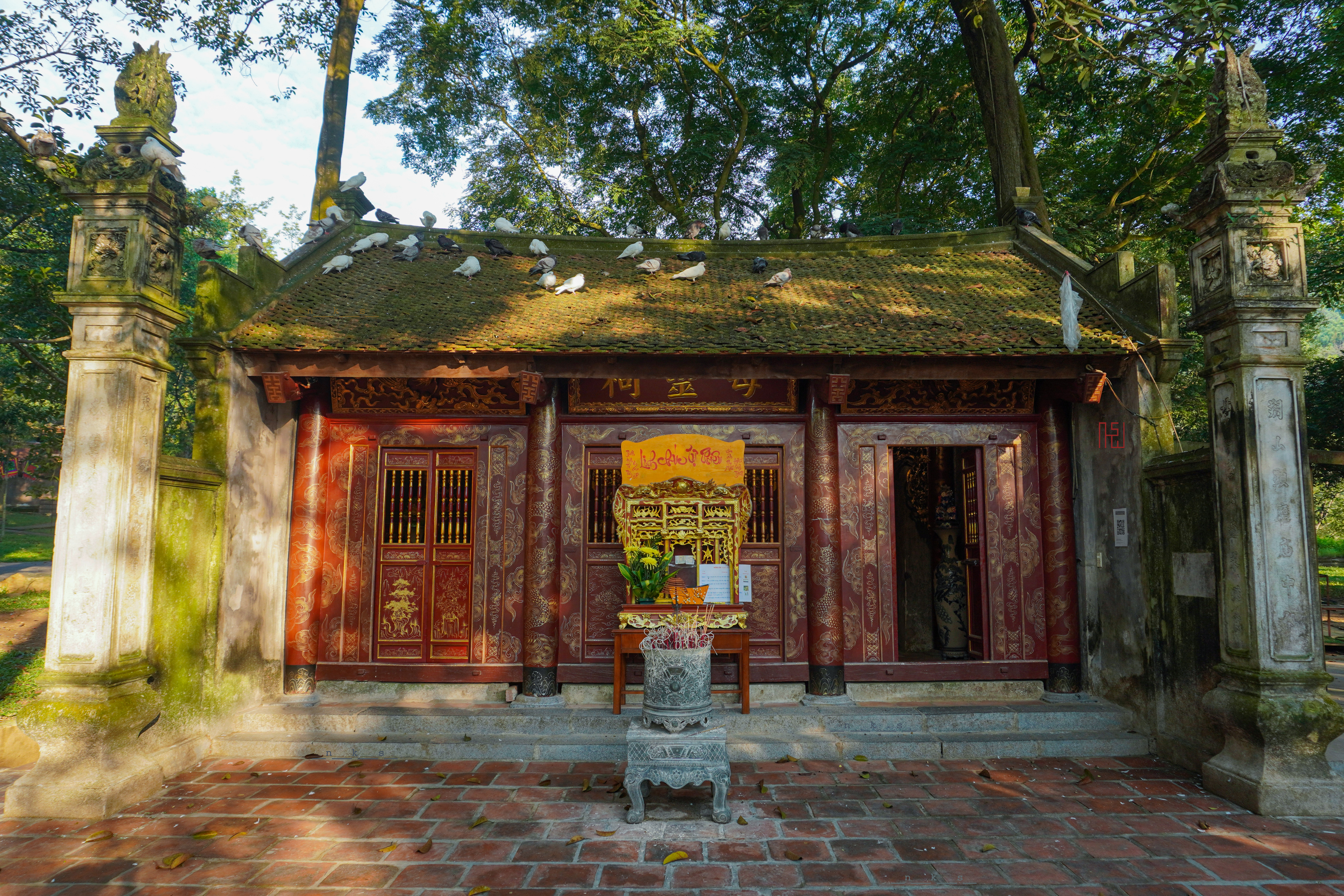
Đền Mẫu

Quần thể di tích đền Sóc hiện nay bao gồm đền Trình, đền Mẫu, chùa Đại Bi, đền Thượng, chùa Non Nước, tượng đài Thánh Gióng trên đỉnh Vệ Linh và các lăng bia đá ghi lại lịch sử và lễ hội đền Sóc.

## Quy hoạch bảo tồn
Đền Sóc được Nhà nước xếp hạng là di tích lịch sử văn hóa quốc gia vào năm 1962 và xếp hạng là di tích quốc gia đặc biệt năm 2014. Năm 2010, UNESCO đã vinh danh Hội Gióng là Di sản văn hoá phi vật thể đại diện của nhân loại.
Năm 2010, Hà Nội phê duyệt quy hoạch khu du lịch văn hoá nghỉ ngơi cuối tuần thuộc khu vực đền Sóc - chùa Non Nước. Theo đó, khu du lịch này sẽ được xây dựng trên diện tích hơn 247 ha. Gồm 4 khu chức năng:
- Khu dịch vụ công cộng (72,7 ha) gồm các cụm công trình vui chơi giải trí, biệt thự, dịch vụ văn hoá với những bãi tắm nhỏ và các trò chơi thể thao mặt nước.
- Khu du lịch văn hoá sinh thái (81,8 ha) gồm khu vực đồi, núi và hồ nước tự nhiên được tổ chức thành các công trình mang sắc thái các dân tộc Việt Nam.
- Khu dịch vụ (52 ha) gồm toàn bộ các chợ, siêu thị, bãi đỗ xe, nhà nghỉ thấp tầng...
- Khu vực bảo tồn (65 ha) là khu vực cây xanh với các di tích lịch sử như Đền Sóc, chùa Non Nước, khu hồ Đền và núi Đền gắn liền với sự tích Thánh Gióng.